# Anatol Girs
Anatol Girs (ur. 15 grudnia 1904 w Symferopolu na Krymie, zm. 1990 w West Chesterfield w Stanach Zjednoczonych) – polski drukarz i wydawca, typograf. Współwłaściciel Atelier Girs-Barcz oraz Oficyny Warszawskiej, założyciel Oficyny Warszawskiej na Obczyźnie.

## Życiorys
Był potomkiem osiadłej w Rosji gałęzi starego szwedzkiego rodu Giersów.
W rodzinnym mieście ukończył szkołę realną, a w latach dwudziestych XX wieku przyjechał do Polski. Zamieszkał w Warszawie, gdzie studiował w Miejskiej Szkole Sztuk Zdobniczych i Malarstwa. Po jej ukończeniu opracowywał liternictwo dla Tadeusza Gronowskiego, wespół z przyjacielem, rzeźbiarzem Bolesławem Barczem, utworzył też Atelier Girs-Barcz, które zaprojektowało szatę graficzną wielu wydawnictw Głównej Księgarni Wojskowej. Książki, których szata zewnętrzna była dziełem obu artystów, uzyskiwały główne nagrody i medale na liczących się imprezach międzynarodowych.
W 1938 r. Girs i Barcz założyli własną artystyczną Oficynę Warszawską, dla której wcześniej zaprojektowali nową, uniwersalną czcionkę bibliofilską o nazwie Militari, przystosowaną do składu tekstów różnojęzycznych. Żywot oficyny okazał się jednak krótki – spłonęła ona w powstaniu warszawskim wraz ze wszystkimi wydawnictwami i pracami graficznymi. Barcz zginął, a Girs wraz z rodziną został wywieziony do obozu w Dautmergen. Później więziono go także w Dachau.
Niedługo po wyzwoleniu udało mu się wyrwać z zarządzanego przez Amerykanów obozu dipisów. Przy pomocy przyjaciół założył Biuro Poszukiwania Rodzin, które pod szyldem Polskiego Czerwonego Krzyża wydawało „Poszukiwania”, czyli listy zaginionych osób.
Bardzo szybko nawiązał też kontakty z monachijskimi drukarniami, co zaowocowało założeniem Oficyny Warszawskiej na Obczyźnie. Jedną z pierwszych publikacji wydawnictwa był zbiór wspomnień obozowych Byliśmy w Oświęcimiu autorstwa Janusza Nela Siedleckiego, Krystyna Olszewskiego i Tadeusza Borowskiego;.
W 1947 r. wyjechał do Stanów Zjednoczonych. W Detroit po raz trzeci uruchomił Oficynę Warszawską, wkrótce jednak, po wykonaniu kilku druków, zamilkł na kilkanaście lat jako samodzielny typograf i wydawca. W 1969 r. po przejściu na emeryturę osiedlił się na własnej farmie w West Chesterfield w stanie New Hampshire, gdzie w osobnym domku umieścił po raz czwarty odbudowywaną oficynę (pod nazwą Girs Press). Zmarł kilkanaście lat później, w 1990 r.

## Wybrane książki wydrukowane przez Girsa
- 1945 – Imiona nurtu Tadeusza Borowskiego;
- 1946 – Byliśmy w Oświęcimiu Janusza Nela Siedleckiego, Krystyna Olszewskiego i Tadeusza Borowskiego;
- 1947 – Stanislaus Polonus. Ein polnischer Frühdrucker in Spanien Aloysa Ruppela (dedykowana pamięci Bolesława Barcza);
- 1962 – Samuel Tyszkiewicz, artysta – typograf Bronisława Przyłuskiego i innych;
- 1972 – Relativism. Thoughts and Aphorisms Władysława J. Stankiewicza.

## Najważniejsze nagrody i wyróżnienia
Otrzymane przez Atelier Girs-Barcz:
- Grand Prix i złoty medal na międzynarodowej wystawie we Florencji (1933);
- Grand Cup na wystawie w Londynie (1934);
- Grand Prix i złoty medal na wystawie w Brukseli (1935);
- złoty medal w Tel Awiwie (1937);
- Grand Prix i złoty medal na międzynarodowej wystawie „Sztuka i Technika” w Paryżu (1937).

Otrzymane przez Anatola Girsa:
- członkostwo honorowe ekskluzywnego klubu biblioflskiego Monks and Fiars Chapel (1969);
- nagroda amerykańskiej Fundacji im. Alfreda Jurzykowskiego (1973).